# Loge-au-Loup
La Loge-au-Loup est une allée couverte située sur la commune de Trédion, dans le département français du Morbihan.

## Description
L'allée couverte se caractérise par une architecture très originale. Elle est délimitée de chaque côté par deux rangées d'orthostates arc-boutés. Ce dispositif a peut-être été choisi pour assurer une plus grande stabilité des tables de couverture, mais une seule est encore visible et en place. L'allée est orientée à l'est-sud-est/ouest-nord-ouest. Elle mesure 9 m de longueur sur 1,50 m de largeur. L'allée ouvre à l'est-sud-est. La dalle de chevet est monumentale. Quelques dalles périphérique du tumulus d'origine, encore visibles, permettent d'estimer ses dimensions à 14 m de longueur sur 5 m de largeur
Le monument est menacé par les chênes qui poussent à proximité immédiate, et dont les racines déplacent les pierres.